# Teatro Comunale "Cielo d'Alcamo"
Il Teatro Comunale "Cielo d'Alcamo" si trova di fronte al Castello dei Conti di Modica di Alcamo; deriva dalle modifiche e rinnovamento del primo Teatro Comunale "Ferrigno" di Alcamo.

## Storia
L'ex Teatro Comunale "Ferrigno" era un'importante struttura dal punto di vista culturale ed artistico; esso presentava dipinti del pittore palermitano Salvatore Nasta e stucchi dell'alcamese Filippo Rimi. 
I lavori di costruzione iniziarono nel 1846 circa e venne inaugurato il 30 maggio 1850, giorno dell'onomastico di re Ferdinando II; la messa in scena di una  commedia scritta dal barone Cosenza, fu preceduta dall'Inno borbonico.
Fra il 1852 e nel 1854, esso fu sottoposto a lavori di ristrutturazione e abbellimento, mentre a fine ‘800 rimase chiuso per un periodo di 7 anni per procedere ad un nuovo restauro: sarà riaperto nel 1902.
Nel suo periodo di attività, diverse famose compagnie teatrali si esibivano sul suo palcoscenico, attirando il pubblico anche dai paesi viciniori.
Il 18 aprile  1958, allo scopo di ampliare il locale, dotandolo di un grande palcoscenico adatto ad ospitare grandi compagnie e orchestre, il Consiglio Comunale di Alcamo approvò, all'unanimità, la delibera relativa  alla sua demolizione e ricostruzione.
Il nuovo teatro venne finito nell'ottobre 1961 ed intitolato Cine-teatro Euro.
Nel 2001, subì dei lavori di restauro e venne dedicato al grande poeta Cielo d'Alcamo, cantore della lingua italiana alla corte di Federico II.

### Descrizione

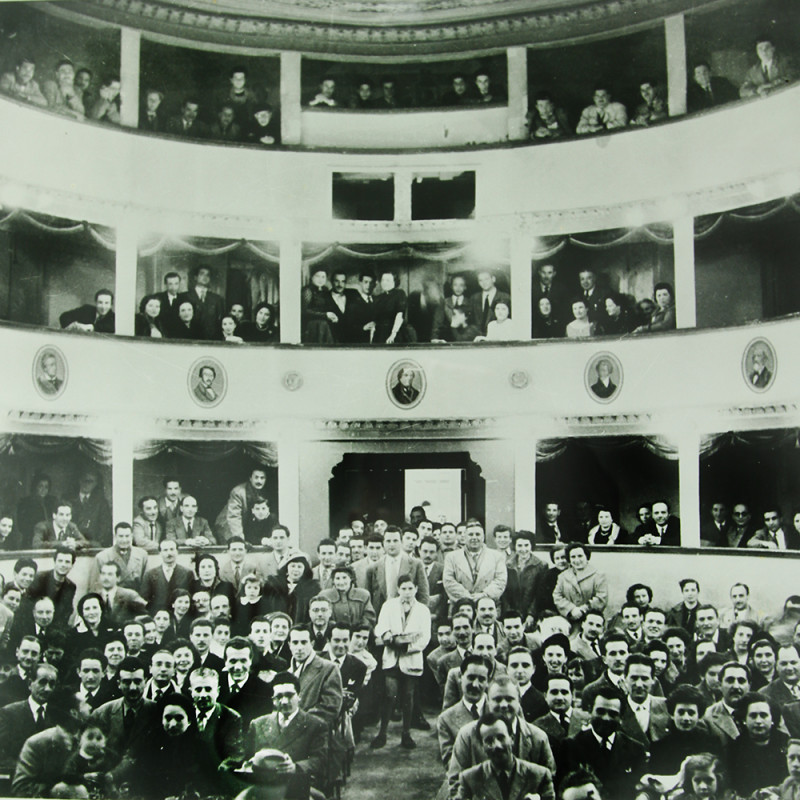
Teatro Ferrigno

Nel 1902 il teatro fu corredato da 38 palchi, suddivisi in tre file, e dagli affreschi realizzati da Salvatore Nasta, pittore palermitano.  Sul soffitto (diviso in 5 scomparti) vennero rappresentati il dio Apollo e le 5 muse preposte all'arte teatrale: Tersicore, Talia (musa), Euterpe, Melpomene e Polimnia. 
Inoltre, sopra le 5 lunette furono raffigurati i migliori scrittori corrispondenti alla musa, mentre sotto ancora le figure di Cielo d'Alcamo, Sebastiano Bagolino e Giuseppe Renda.
Oggi l'interno, privo degli antichi palchetti e affreschi, anche se più spoglio, si presenta più capiente e funzionale; il locale dispone di 494 posti a sedere in platea e 314 poltrone in galleria.